# María Victoria Fernández-Latorre
María Victoria Fernández-Latorre Ozores, nacida en Madrid el 8 de enero de 1906 y fallecida en la misma ciudad el  19 de diciembre del 2000, fue una mujer de la burguesía gallega.

## Trayectoria
Fue la segunda hija de Juan Fernández Latorre, fundador de La Voz de Galicia, y de Felisa Ozores de Prado. Nació en el Palacio del Gobierno Civil de Madrid, cuando su padre ocupaba el cargo de gobernador civil. Recibió su nombre por María Victoria Montero Ríos, hija de Eugenio Montero Ríos y esposa de Manuel García Prieto.
Residió en un piso frente al Teatro Real de Madrid, y pasó largas estancias en el pazo de Miraflores, en Oleiros.
En septiembre de 1924 se casó con el ingeniero José Fernández-España Vigil, fallecido en 1927. Con él fue madre de María Victoria Fernández-España (nacida en junio de 1925) y de María Josefa Fernández-España, que nació cuando su padre ya había muerto. En abril de 1931 se casó de nuevo con el licenciado en Farmacia Emilio Rey Romero, y fue madre de Emilio (1932), Paloma y Santiago Rey Fernández-Latorre (1938).